# Raitbach (Pörnbach)
Raitbach ist ein Gemeindeteil der Gemeinde Pörnbach im oberbayerischen Landkreis Pfaffenhofen an der Ilm. Bis 1971 war er Sitz der gleichnamigen Gemeinde.

## Geographie
Das Kirchdorf Raitbach liegt 2 Kilometer südlich des Kernorts Pörnbach.

## Geschichte
Die katholische Filialkirche St. Erhard ist im Kern spätromanisch (14./frühes 15. Jahrhundert). Die 1818 mit dem bayerischen Gemeindeedikt begründete Gemeinde Raitbach wurde am 1. Januar 1971 im Zuge der Gebietsreform in Bayern zur Gemeinde Pörnbach eingemeindet.

## Baudenkmäler
Raitbach hat drei ausgewiesene Baudenkmäler:
- Katholische Filialkirche St. Erhard
- Wohnteil eines Bauernhauses
- Bauernhaus